# Cybocephalus rufifrons
Cybocephalus rufifrons là một loài bọ cánh cứng trong họ Cybocephalidae. Loài này được Reitter miêu tả khoa học năm 1874.